# Taisija Udodenko
Taisija Eduardiwna Udodenko, z domu Bowykina (ur. 7 maja 1989 w Charkowie) – ukraińska koszykarka, reprezentantka kraju, występująca na pozycjach silnej skrzydłowej lub środkowej.
24 lipca 2018 została zawodniczką Ślęzy Wrocław.

## Osiągnięcia
Stan na 14 sierpnia 2019, na podstawie, o ile nie zaznaczono inaczej.
Drużynowe
- Mistrzyni Izraela (2015)
- Wicemistrzyni:
  - Czech (2016)
  - Francji (2009)
  - Ukrainy (2010)
- Brąz:
  - Eurocup (2015)
  - mistrzostw Ukrainy (2011)
- Finalistka:
  - pucharu:
    - Francji (2009)
    - Włoch (2018)

  - superpucharu Włoch (2017)
- Uczestniczka rozgrywek Eurocup (2007–2010, 2013–2015, 2016/2017)

Reprezentacja
- Mistrzyni Europy U–16 dywizji B (2004)
- Wicemistrzyni Europy U–18 dywizji B (2006)
- Brązowa medalistka mistrzostw Europy U–16 (2003)
- Uczestniczka:
  - Eurobasketu:
    - 2017 – 10. miejsce
    - U–20 (2008 – 5. miejsce, 2009 – 13. miejsce)
    - U–18 (2007 – 5. miejsce)
    - U–16 (2003, 2005 – 6. miejsce)

  - kwalifikacji do Eurobasketu (2011, 2015, 2017)